# Jonathan Blondel
Jonathan Blondel (* 3. April 1984 in Ploegsteert, Comines-Warneton) ist ein ehemaliger belgischer Fußballspieler.

## Spielerkarriere

### Die Anfänge
Jonathan Blondel startete seine Karriere als Fußballer in den frühen 1990er Jahren bei US Ploegsteert-Bizet, von wo aus er sich im Jahre 1993 Excelsior Mouscron anschloss und im Jahre 2001 auch erstmals in der höchsten Fußballliga des Landes eingesetzt wurde. Nach einer gelungenen Saison, in der er mit gerade einmal 17 Jahren auf 17 Einsätze kam, wurde das hoffnungsvolle Talent vom englischen Erstligisten Tottenham Hotspur verpflichtet, nachdem es zuvor bereits ein Probetraining beim Topklub Manchester United absolviert hatte. In den nächsten anderthalb Jahren konnte er sich jedoch nicht bei den Spurs durchsetzen und kam nur zu zwei torlosen Einsätzen.

### FC Brügge
Im Januar 2004 kehrte Jonathan Blondel nach der missglückten Zeit in England wieder in seine belgische Heimat zurück und unterschrieb einen langfristigen Vertrag beim belgischen Spitzenclub FC Brügge. Schon nach einem halben Jahr durfte er mit Brügge den ersten Titel feiern – man gewann den nationalen Pokal. Schon kurz nach seiner Verpflichtung konnte sich Blondel regelmäßig Einsätze im Mittelfeld des FC sichern und konnte mit zwei Toren in 15 Spielen zur Meisterschaft 2005 beitragen. Im Jahr 2007 holte er mit Brügge im Finale gegen Standard Lüttich zum zweiten Mal den nationalen Pokal. Am Ende der Saison 2014/15 verließ Blondel nach über 200 Pflichtspielen den Verein und wechselte in den Amateurbereich.

### Karriereende
Er wechselte daraufhin zu seinem Heimatverein US Ploegsteert-Bizet (7. Liga) und ein Jahr später zum Fünftligisten KVK Westhoek, wo er 2017 seine Karriere ganz beendete.

### Nationalmannschaft
Ab 2002 war Blondel in der A-Nationalmannschaft Belgiens aktiv und kam auch zu vier Toren in 20 Spielen für das U-21-Nationalteam der Belgier. Davor war er bereits in der U-16-, U-17-, U-19- und U-20-Nationalmannschaft im Einsatz. Nach seinem A-Länderspieldebüt am 21. August 2002 gegen Polen wurde der Mittelfeldakteur in zwei weiteren Länderspielen im Jahre 2004 eingesetzt. Nach Jahren ohne weiteren Länderspieleinsatz, geschweige denn einer Einberufung, kam der mit 1,73 m eher klein gewachsene Jonathan Blondel im Jahre 2010 zu seinem vierten und damit auch letzten Auftritt in einem A-Länderspiel.

## Erfolge
- Belgischer Meister: 2005
- Belgischer Pokalsieger: 2004, 2007